# Politique étrangère de la Hongrie
La politique étrangère de la Hongrie est singulière dans l'Union européenne, son chef d'État Viktor Orbán, au pouvoir au poste de Premier ministre depuis 2010, se distinguant de ses homologues européens par ses affinités avec la Russe de Vladimir Poutine et la Turquie de Recep Tayyip Erdoğan.
La Hongrie est membre du groupe de Visegrád, de l'Union européenne, de l'OTAN, de l'OMC et de l'ONU.

## Relations avec l'Asie

### Relations avec l'Arménie
Entre 2012, l'Arménie rompt ses relations diplomatiques avec la Hongrie après l'autorisation par le gouvernement hongrois de l'extradition vers l’Azerbaïdjan d'un officier azéri, Ramil Safarov, coupable du meurtre de l'officier arménien Gurgen Margaryan à Budapest en 2004. Le Premier ministre hongrois Viktor Orbán justifie alors cette extradition du meurtrier vers son pays d'origine après que ce dernier ait purgé une peine de six ans de prison en Hongrie, par la promesse du président azéri Ilham Aliev de l’incarcérer à son tour. Mais celle-ci, peu crédible, n'a pas été respectée, Ilham Aliev était au contraire reconnaissant envers son compatriote d'avoir tué un soldat arménien dans un contexte de tension persistante entre les deux pays. Des investigations ultérieures révèlent une transaction de 7 millions de dollars versée par l'Azerbaïdjan à la Hongrie, probable contrepartie à la « libération » du meurtrier.
En décembre 2022, après plus de dix ans de brouille diplomatique, Erevan et Budapest rétablissent officiellement leurs relations.